# Ocupación turca del norte de Siria
La Ocupación turca del norte de Siria, denominada por el gobierno turco como Cinturón de seguridad en el norte de Siria (en turco: Suriye'de Güvenli Bölge y en árabe: الحزام الامني السوري الشمالي, al-Hizām al-amnī al-sūrī al-shamālī) son los diversos territorios pertenecientes a la República Árabe Siria que Turquía fue invadiendo desde su intervención militar de 2016 en la guerra civil siria. La capital es Azaz y la ciudad más grande es Afrin, los idiomas oficiales son el árabe y el turco, la moneda es la lira turca, la libra siria y el dólar estadounidense.
El inicio del avance turco, se encuentra específicamente en el noroeste de Siria, consiste de una franja de 30 kilómetros en medio de la frontera turco-siria y áreas ocupadas por diversas fuerzas beligerantes del conflicto armado. Su territorio está dividido entre las gobernaciones de Alepo e Idlib. Para el gobierno turco, el objetivo principal de la ocupación militar es evitar la aplicación del modelo político y social de la autodenominada Administración Autónoma del Norte y Este de Siria, entidad creada por el Comité Supremo Kurdo que busca su  o autonomía de Siria.
Según la perspectiva turca, los movimientos patrióticos kurdos son terroristas, por lo cual los combate al igual que lo hace contra los remanentes de Estado Islámico. En su territorio bajo administración, Turquía ha permitido a la Coalición Nacional para las Fuerzas de la Oposición y la Revolución Siria gobernar, el Ejército Nacional Sirio es el responsable de hacer cumplir la autoridad de la coalición. La intención turca es crear un «tapón» donde reubicar a 2 de los 3,6 millones de los refugiados sirios que se encuentran en Anatolia.
El también rebelde Ejército Libre Sirio, los independentistas kurdos, algunos islamistas de mayoría árabe y el gobierno sirio de Bashar al-Ásad consideran a la ocupación como un intento de Turquía por anexar territorio sirio. Estados Unidos, que mantiene varias de sus fuerzas estacionadas en el norte de Siria y es aliado tanto de Turquía como de los rebeldes kurdos y no kurdos, comunicó que no se interpondrá en los asuntos de otros actores políticos en esa zona del país árabe.
Estas áreas ocupadas por las Fuerzas Armadas Turcas y el Ejército Nacional Sirio reconocen nominalmente a la Coalición Nacional para las Fuerzas de la Oposición y la Revolución Siria como el gobierno provisional legítimo de toda Siria por lo que constituye de facto un protoestado.

## Contexto

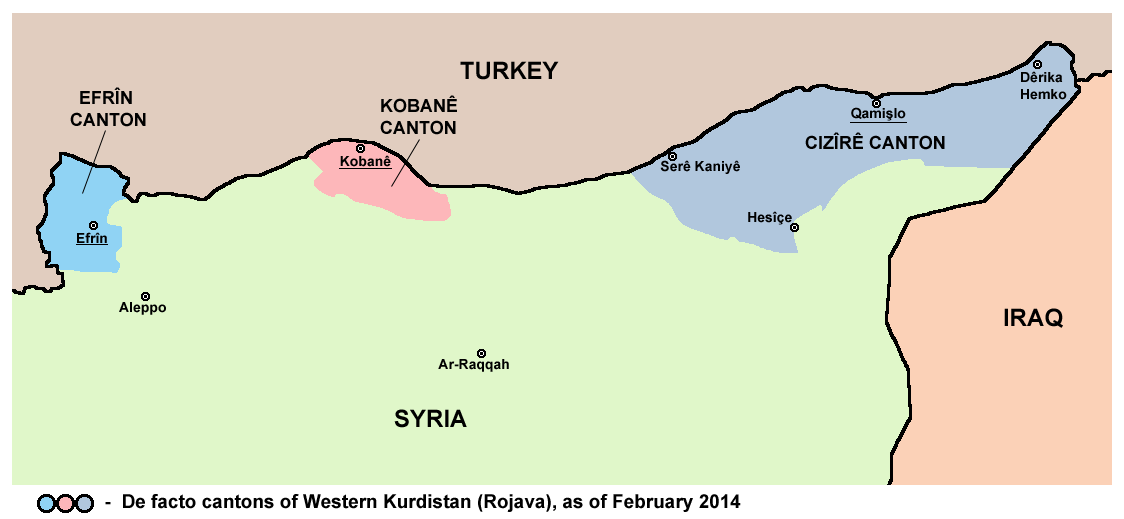
Situación en 2014 del norte sirio. Turquía proponía establecer una «zona segura» entre Kobane (rosa) y Afrin (azul claro).

### Las propuestas de Turquía para su "Zona Segura"
Turquía y la oposición siria propusieron la creación de una zona segura, que incluye algunas regiones del norte de Siria, ya en mayo de 2011. Sin embargo, Estados Unidos y los demás estados occidentales no estaban dispuestos a aceptar estos planes. Después de los avances de ISIL en Irak en 2014, Turquía y Estados Unidos negociaron una 'zona segura', mientras que EE. UU. aceptó la 'zona libre de ISIL', los funcionarios estadounidenses se mostraron reacios a aceptar una zona de exclusión aérea.

### Posición norteamericana
Después del inicio de la campaña de Ambar en el 2019 por parte de Estado Islámico en la guerra civil iraquí que ocasionó una ola de desplazados internos, los gobiernos de Turquía y Estados Unidos negociaron la creación de una «zona segura», mientras que el gobierno estadounidense aceptó la propuesta para evitar cualquier avance de Estado Islámico, los funcionarios estadounidenses implicados en las operaciones militares en Siria se mostraron reacios a aceptar una zona de exclusión aérea.

### Posición europea
Después de los ataques de Estado Islámico en Siria, decenas de miles de musulmanes no sunnitas, cristianos y yazidíes huyeron a Turquía. A principios de 2015, los refugiados comenzaron a cruzar la frontera grego-turca, escapando a países europeos en grandes cantidades. El enorme flujo de refugiados resultó en la reconsideración de la creación de una «zona segura» para los civiles en Siria. En febrero de 2016, la canciller de Alemania, Angela Merkel, dijo:

En la situación actual, sería útil que hubiera un área en la que ninguna de las partes tenga permitido lanzar ataques aéreos, es decir, una especie de zona de exclusión aérea.

## Ofensivas turcas

### Tercera ofensiva
El 30 de marzo de 2018, el presidente de Turquía, Recep Tayyip Erdoğan, declaró que Turquía había comenzado los preparativos para limpiar de militantes las regiones de "Ayn al-Arab" (Kobane), Ras al-Ain, Tell Abyad y Al-Hasakah en el norte de Siria (refiriéndose principalmente a YPG kurdas) hasta la frontera iraquí, agregando que también eliminaría a los militantes de Irak (esta vez refiriéndose a la organización armada kurda, PKK).
El 7 de octubre de 2019, el presidente de los Estados Unidos ordenó la retirada de las tropas militares estadounidenses estacionadas en la frontera entre Siria y Turquía. Este retiro del apoyo militar fue ordenado por el presidente Trump con la desaprobación del Pentágono y la comunidad de inteligencia de los Estados Unidos. El presidente de este último ordenó la retirada de las tropas militares bajo la premisa de que Turquía no invadiría la región controlada por las Fuerzas Democráticas Sirias (FDS); sin embargo, Turquía atacó a las SDF dos días después de la retirada militar de Estados Unidos de la región.

### Ofensiva de Idlib
El 27 de febrero de 2020, las Fuerzas Armadas de Turquía (TSK) comenzaron una operación militar transfronteriza contra las Fuerzas Armadas de Siria y las milicias aliadas en la gobernación de Idlib, en el noroeste de Siria, en respuesta a los ataques aéreos de Balyun que provocaron la muerte de 34 Militares turcos. El ministro de Defensa turco, Hulusi Akar, dijo que el propósito de la operación había sido en el marco de las conversaciones de Astana, para garantizar un acuerdo de alto el fuego en la Segunda Zona de Amortiguamiento del Norte de Siria y para evitar la migración desde Idlib hacia la frontera turca. El 5 de marzo, Turquía y Rusia firmaron un acuerdo de alto el fuego en Moscú.

### Posible cuarta ofensiva
En mayo de 2022, funcionarios turcos y de la oposición siria dijeron que las Fuerzas Armadas de Turquía y el Ejército Nacional Sirio están planeando una nueva operación contra las SDF, compuesta principalmente por YPG/YPJ. La nueva operación está lista para reanudar los esfuerzos para crear "zonas seguras" de 30 kilómetros (18,6 millas) de ancho a lo largo de la frontera de Turquía con Siria, dijo el presidente Erdoğan en un comunicado. La operación tiene como objetivo las regiones de Tal Rifaat y Manbij al oeste del Éufrates y otras áreas más al este. Mientras tanto, Ankara está en conversaciones con Moscú sobre la operación. El presidente Erdoğan reiteró su determinación para la operación el 8 de agosto de 2022.

## Estatus político
Aunque para la comunidad internacional el autodenominado Cinturón de Seguridad constituye una ocupación militar y a la autoridad de la Coalición como una administración militar, para algunos analistas también es adecuado la designación de protoestado, estado títere o protectorado, pues cuenta con su propia circulación monetaria, títulos gubernamentales como presidente, primer ministro y alcalde, fuerzas armadas (representadas en el Ejército Nacional Sirio y policía local cuya principal propaganda es la equidad de género en sus filas), sistema de justicia políticas, económicas, educativas e incluso turísticas, todo bajo la tutela de Turquía.
El territorio controlado por Turquía en Siria abarca asentamientos, incluidas ciudades como Afrin, al-Bab, Azaz, Dabiq, Jarabulus y Rajo. La libra siria que seguía siendo oficial en el Cinturón de seguridad bajo control kurdo, fue reemplazado por la lira turca, nombre sirios también fueron cambiados:

- La rotonda de Kawa al-Haddad (en la ciudad de Afrin) se conoce como la rotonda de la Rama de Olivo.
- La rotonda de Nowrouz (en la ciudad de Afrin) se conoce como la rotonda de Salah ad-Din al-Ayoubi.
- La plaza del edificio Saraya (en la ciudad de Afrin) se conoce como Recep Tayyip Erdogan Square.
- El pueblo de Kastal Mekdad (ubicado en la ciudad de Bulbul en el campo de Afrin) se conoce como Souuldjouk Obasi.
- El pueblo de Kotan (ubicado en la ciudad de Bulbul en el campo de Afrin) se conoce como Zafer Obasi.
- El pueblo de Karzila (ubicado en la ciudad de Bulbul en el campo de Afrin) se conoce como Saghir Obasi.

From Afrin to Jarabulus: A small replica of Turkey in the north, publicado el 29 de agosto de 2018.

## Geografía

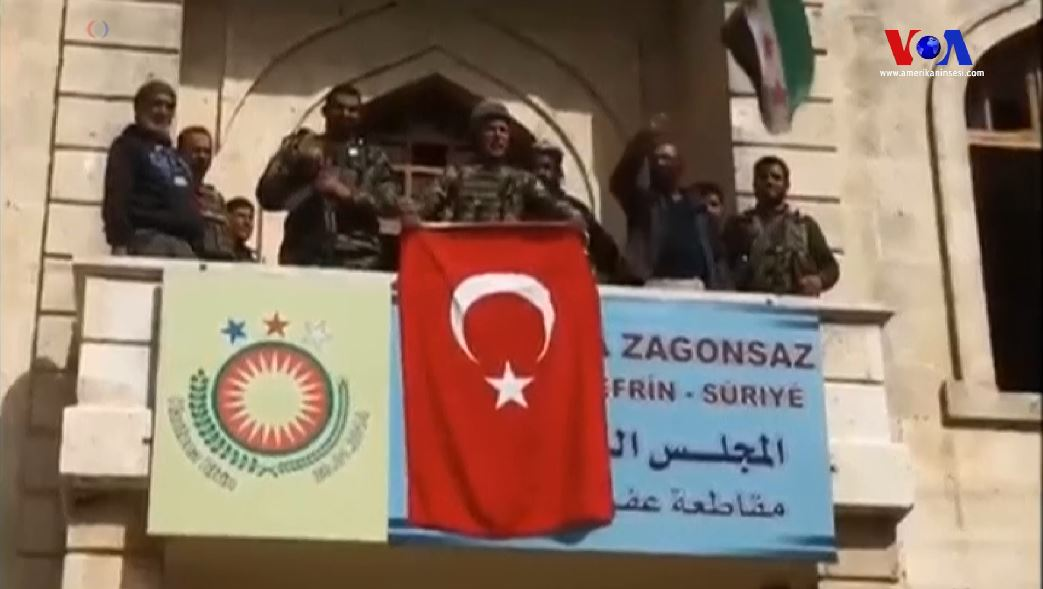
Miembros de la Coalición Nacional para las Fuerzas de la Oposición y la Revolución Siria mostrando su apoyo a las fuerzas de ocupación turca en Afrin.

El territorio de la región controlada por Turquía está completamente ubicado dentro de las áreas del norte de la gobernación de Alepo, con el extremo sur del territorio ubicado a 40 kilómetros al noreste de la ciudad de Alepo, la segunda más grande del país. El 26 de febrero de 2018, el territorio se conectó con la gobernación de Idlib, por la creación de la zona desmilitarizada homónima.
Después de la Operación Rama de Olivo, el Ejército Nacional Sirio y el Ejército de Turquía extendieron la ocupación con la captura de todo el entorno de Afrin. Además de su área administrativa del mismo nombre, la ciudad incluye asentamientos estratégicos como Bulbul, Maabatli, Rajo, Jindires, Sharran y Shaykh al-Hadid. Según el censo sirio de 2004, el distrito tenía una población de 172,095 antes de la guerra.
Hay interés de Turquía por expandir el área de ocupación, especialmente las ciudades de Manbij y Arima, bajo el control de las Fuerzas Democráticas Sirias, que a su vez le arrebataron dichos centros urbanos a Estado Islámico.
La capital de toda el área de ocupación es Azaz y la ciudad más grande Afrin. Por orden de la coalición, los idiomas oficiales son el árabe y el turco.
Ankara insiste en que la “zona tapón” será establecida en una franja de 30 kilómetros a lo largo de la frontera entre Siria y Turquía.

## Reemplazo forzado de habitantes
El gobierno turco implementó una política de mudanza en todo el territorio, en favor de árabes y turcos expulsados de otras gobernaciones bajo control gubernamental de Bashar al-Ásad. Los ciudadanos de origen kurdo y yazidí se vieron obligados a abandonar sus casas y emigrar a territorios bajo control gubernamental o a Rojava, en gran parte también por el hostigamiento discriminatorio de las autoridades ocupacionales contra los habitantes establecidos antes de la intervención turca. Algunos medios internacionales calificaron este accionar de Turquía como limpieza étnica.
En octubre de 2019 Estados Unidos retiró sus fuerzas del norte de Siria manifestado que no se interpondrá en una inminente operación de Turquía en la zona. Tras el comunicado estadounidense, el presidente turco Recep Tayyip Erdoğan amenazó con asentar allí a 2 de los 3,6 millones de refugiados sirios que viven en Turquía.

## Reacciones

### Al interior de Siria
El gobierno sirio de Bashar al-Assad ha criticado la presencia turca en el norte de Siria en múltiples ocasiones y ha pedido su retirada.
Los grupos de la oposición siria han expresado opiniones mixtas, pero generalmente positivas, sobre las ofensivas turcas. La Coalición de Oposición Siria expresó su apoyo a la intervención turca y pidió a Turquía que ayudara al Ejército Sirio Libre a lanzar ofensivas en la región.   Otros grupos de oposición, como el Movimiento Mañana de Siria, han condenado la intervención.
- Administración Autónoma del Norte y Este de Siria: el 26 de agosto de 2016, el consejo civil de la región de Shahba condenó la ocupación de Jarabulus como un intento turco de expandirse en Siria, comparándolo con la Batalla de Marj Dabiq y sugiriendo que Jarabulus convertirse en una "tumba para el ocupante criminal Erdoğan y sus mercenarios".[57]
  - Consejo Nacional Kurdo de la Región del Kurdistán: el 20 de abril de 2018, el ENKS pidió la expulsión de las fuerzas turcas de Afrin. El 2 de julio de 2019, ENKS expresó su apoyo al establecimiento de un consejo local étnicamente diverso en Afrin.
  - Partido Conservador Democrático: el 28 de mayo de 2019, el Partido Conservador Democrático condenó la ocupación y afirmó que Turquía estaba intentando anexar Afrin.

### Internacional
- Azerbaiyán: el 20 de septiembre de 2016, Qənirə Paşayeva, miembro del parlamento, dijo que Turquía tendría la obligación de proteger a los civiles en el norte de Siria de los grupos terroristas y tendría derecho a protegerse de los ataques que se originan en Siria con la intervención.[58]
- China: el 29 de octubre de 2021, el representante permanente adjunto de China ante las Naciones Unidas, el embajador Geng Shuang, dijo: "Desde que Turquía invadió ilegalmente el noreste de Siria, ha cortado repetidamente el servicio de suministro de agua de la estación de agua de Alouk". También afirmó "China insta a Turquía a cumplir con el derecho internacional, incluido el derecho internacional humanitario, proteger a los civiles, mantener las operaciones de infraestructura y garantizar el acceso humanitario para la ONU"[59]
- Chipre: el 9 de septiembre de 2016, la Cámara de Representantes de Chipre adoptó por unanimidad una resolución que condena "la inaceptable invasión de Turquía a Siria, con el pretexto de la guerra contra el terrorismo". También instó a la comunidad internacional a exigir la retirada de Turquía de Siria.
- Unión Europea: el 14 de octubre de 2019, tras la ofensiva de Turquía, el Consejo de la Unión Europea emitió un comunicado de prensa en el que condenaba la acción militar de Turquía y pedía a Turquía que cesara su acción militar "unilateral" en el noreste de Siria. Volvió a recordar las declaraciones anteriores de los Estados miembros para detener las licencias de exportación de armas a Turquía y también recordó que no proporcionaría "asistencia para la estabilización o el desarrollo cuando se ignoren o violen los derechos de las poblaciones locales".
- Francia – El 30 de marzo de 2018, Macron aseguró a las SDF el apoyo de Francia para la estabilización de la zona de seguridad en el noreste de Siria, en el marco de una gobernanza inclusiva y equilibrada, para evitar cualquier resurgimiento del Estado Islámico.[60]
- Irán: el 31 de agosto de 2016, el portavoz del Ministerio de Relaciones Exteriores de Irán, Bahram Ghasemi, instó a Ankara a concluir rápidamente su intervención militar en Siria, diciendo que era una violación "inaceptable" de la soberanía siria.[61]
- Rusia – El 26 de octubre de 2021, Elbrus Kutrashev, embajador ruso en Irak, dijo que “hay un proceso de cambio demográfico. Se hace contra [la] presencia kurda allí. Esto es lo que yo llamo un desastre [contra] la población local.”[62]
- España – El 14 de octubre de 2019, el ministro español de Asuntos Exteriores, Josep Borrell Fontelles (también Alto Representante para Asuntos Exteriores y Política de Seguridad de la Unión Europea), afirmó en una entrevista que los 28 Estados miembros europeos “han decidido por unanimidad condenar... en términos enérgicos lo que en el final es un ataque militar.” Acordando limitar también las exportaciones de armas sobre su ofensiva en el norte de Siria, que Turquía “rechazó y condenó totalmente” las decisiones tomadas por la UE sobre el tema.
- Estados Unidos – El 7 de octubre de 2021, el anuncio del presidente Joe Biden declaró: “La situación en relación con Siria, y en particular las acciones del Gobierno de Turquía para llevar a cabo una ofensiva militar en el noreste del país, socava la campaña para derrotar el Estado Islámico de Irak y Siria, además de poner en peligro a los civiles y amenaza aún más con socavar la paz, la seguridad y la estabilidad en la región. Este problema continúa representando una amenaza inusual y extraordinaria para la seguridad nacional y la política exterior de los Estados Unidos ." extendiendo así los poderes de emergencia nacional en Siria por otro año.[63]